# Plutella erysiphaea
Plutella erysiphaea is een vlinder uit de familie van de koolmotten (Plutellidae). De wetenschappelijke naam van de soort is voor het eerst geldig gepubliceerd in 1938 door Edward Meyrick.